# 腳趾上的星光
《腳趾上的星光》是一部台灣動畫電影，2012年6月1日上映。導演為顏順發、黃興芳。由大熊星國際多媒體、綺泰動畫聯合監製發行。動畫場景皆依據實景繪製，結合台灣新生代畫家廖震平畫作，以樸實的手感繪畫，呈現台灣、北京等多處美景。

## 劇情
井山（林宥嘉 配音）和音（李心潔 配音）是一對情侶，他們的愛像親人般一樣堅定。這天是音的生日，井山和音在花蓮縣山月村仰望著滿天星空，談著彼此的夢想。兩人決定分開兩年完成各自的夢想，井山到北京藝術學院進修繪畫，音留在台北為音樂創作而努力並參加比賽。

## 角色
- 井山（林宥嘉配音）
- 音（李心潔配音）

## 評價
該片台北票房僅新臺幣11萬元，網路上評價亦不佳，還在《ETtoday新聞雲》主辦的2012年金蝦獎被網友票選為「最蝦政府補助」冠軍及「最蝦電影」亞軍。僅主題曲評價較佳。綺泰動畫總監鄧橋說，他能夠理解動漫迷批評該片的點，雖然批評的人完全沒看過該片，而是僅僅從海報、劇照等視覺上發現該片畫風「不夠日本」。

## 外部連結
- 《腳趾上的星光》官方部落格 （页面存档备份，存于）
- Yahoo奇摩電影上《腳趾上的星光》的資料（繁體中文）
- MSN娛樂上《腳趾上的星光》的資料（繁體中文）

- 開眼電影網上《腳趾上的星光》的資料（繁體中文）
- 香港影庫上《腳趾上的星光》的資料（繁體中文）
- 时光网上《腳趾上的星光》的資料（简体中文）
- 豆瓣电影上《腳趾上的星光》的資料 （简体中文）
- 互联网电影数据库（IMDb）上《腳趾上的星光》的资料（英文）